# Sulya
Sulya (en canarés: ಸುಳ್ಯ ) es una ciudad de la India en el distrito de Dakshina Kannada, estado de Karnataka.

## Geografía
Se encuentra a una altitud de 114 m s. n. m. a 308 km de la capital estatal, Bangalore, en la zona horaria UTC +5:30.

## Demografía
Según estimación 2011 contaba con una población de 19 949 habitantes.